# Jim Weatherly
James Dexter “Jim” Weatherly, född 17 mars 1943 i Pontotoc, Mississippi, död 3 februari 2021 i sitt hem i Brentwood, Tennessee, var en amerikansk singer-songwriter som mestadels skrev pop- och countrymusik. Han var quarterback på University of Mississippi samtidigt som han även skrev musik med sina egna band. Han valde till slut låtskrivande över sin footballkarriär.